# Дай Хоуин
Дай Хоуин (戴厚英; март 1938 — 25 августа 1996) — китайская писательница. Наиболее известная работа — роман «О, человек, человек» (人啊人), в котором события Культурной революции, в частности преследование интеллигенции, описаны с точки зрения хунвейбина. Книга вызвала большой резонанс в Китае, была переведена на многие языки, в том числе и на русский.
Дай Хоуин была убита 25 августа 1996 года (проломлен череп). Личность убийцы так и не была установлена.

## Биография
Дай Хоуин родилась в 1938 году в небольшом провинциальном городке Наньчжаоцзи уезда Иншан провинции Аньхуй. В 1956 году поступила в престижный Восточно-китайский педагогический университет на специальность китайская литература. В 1960 году она получила степень бакалавра и была приписана в качестве критика к Институту изучения литературы при Шанхайской писательской ассоциации. 